# Karin Hansson
Karin Margareta Kjellsdotter Hansson, född 27 oktober 1967, är en svensk konstnär och forskare. 
Karin Hansson, som är utbildad vid Kungliga Konsthögskolan, är en av de svenska pionjärerna vad gäller politisk konst i nya media. I sin verksamhet som konstnär men också som konstkurator har Hansson gett samtiden en kritisk konstnärlig kommentar, med konstprojekt som Bäst före, Pengar, Föreställningar om det gemensamma, och Arbeta ett arbete. Karin Hansson grundade konstnärsgruppen Association for Temporary Art [a:t] tillsammans med Åsa Andersson Broms. Hansson är också verksam som forskare vid Institutionen för naturvetenskap, miljö och teknik, Södertörns högskola. Hon är docent i data- och systemvetenskap och disputerade 2015 med avhandlingen Accommodating differences: Power, belonging, and representation online.